# Parks (Spiel)
Parks (englischer Titel: Parks) ist ein strategisches Brettspiel des US-amerikanischen Spieleautors Henry Audubon. Es ist ein Spiel, bei dem die Spieler darum wetteifern, möglichst viele Nationalparks der Vereinigten Staaten zu besuchen. Das Spiel kann von zwei bis fünf Spielern, mit den beiliegenden Soloregeln aber auch alleine gespielt werden. Es erschien 2019 in der englischen Originalausgabe beim Verlag Keymaster Games und im selben Jahr auf Deutsch bei Feuerland Spiele.
Bei der Wahl zum Deutschen Spielepreis 2020 landete es auf dem 8. Platz.

## Spielweise und Ausstattung
Das Spiel läuft über vier Runden (Jahreszeiten) in denen die Spieler zwei Spielfiguren (Wanderer) nach eigenem Gutdünken einen in jeder Jahreszeit länger werdenden Wanderweg erkunden lassen. Dabei können die Spieler Marker einsammeln, die es ihnen ermöglichen Nationalparks zu besuchen und damit Siegpunkte zu erhalten. Zu Beginn des Spiels erhält jeder Spieler zwei Vorsatzkarten, von denen er eine auswählt und wenn es ihm gelingt den gewählten Vorsatz zu erfüllen, erhält er weitere Siegpunkte.

### Spielmaterial
Das Spielmaterial besteht aus:
- 1 Spielbrett
- 2 Einsätze
- 48 Nationalparkkarten
- 10 Jahreszeitenkarten
- 12 Vorsatzkarten
- 36 Ausrüstungskarten
- 15 Feldflaschenkarten
- 9 Ereigniskarten (für das Solospiel)
- 10 Streckenabschnitte
- 1 Einstieg und 1 Ausstieg
- 10 Wanderer (je 2 in den Farben hellblau, hellgrün, rosa, violett und weiß)
- 5 Lagerfeuer (1 pro Spieler)
- 1 Kamera
- 1 Startspielermarker (zählt am Ende 1 Siegpunkt)
- 16 Waldmarker
- 16 Bergmarker
- 30 Sonnenmarker
- 30 Wassermarker
- 12 verschiedene Wildtiermarker (Joker)
- 28 Fotos (je 1 Siegpunkt wert)
- 1 Regelbuch (12 quadratische Seiten)
- 1 Parks Reiseführer (quadratische Doppelseite mit Kurzinfos)

### Vorbereitungen
Zu Beginn des Spiels werden die Nationalpark- und Ausrüstungskarten gemischt und davon je drei offen auf das Spielfeld gelegt. Die Feldflaschenkarten werden gemischt und jeder Spieler erhält davon eine Karte, die er offen vor sich auslegt. Die Vorsatzkarten werden ebenfalls gemischt und jeder Spieler erhält davon zwei, von denen er sich eine aussucht und verdeckt vor sich ablegt. Beim ersten Spiel wird empfohlen jedem Spieler eine Vorsatzkarte zuzuteilen. Von den gemischten Jahreszeitenkarten wird die erste Karte aufgedeckt.
Unterhalb des Spielbretts wird der Wanderweg ausgelegt, beginnend mit dem Einstieg gefolgt von einer Mischung aus 5 einfachen und zunächst einem fortgeschrittenen Streckenabschnitt – bei 4 und 5 Spielern wird ein weiterer gleich zu Beginn hinzugefügt. Der Wanderweg endet mit dem Ausstieg. Gemäß der aufgedeckten Jahreszeitenkarte werden Sonnen- und Wassermarker auf den zweiten bis letzten Streckenabschnitt gelegt.
Jeder Spieler erhält 2 Wanderer, die er auf den Einstieg des Wanderwegs stellt, und ein Lagerfeuer, das er mit der brennenden Seite nach oben vor sich ablegt. Startspieler ist, wer als letzter eine Wanderung unternommen hat. Er erhält den Startspielermarker und der Spieler rechts neben ihm erhält die Kamera.

### Spielverlauf
Beginnend mit dem Startspieler bewegen die Spieler abwechselnd ihre Wanderer über den Wanderweg in Richtung Ausstieg. Dabei ist folgendes zu beachten: Wer als erster einen Streckenabschnitt betritt auf dem ein Sonnen- oder Wassermarker liegt, darf sich diesen nehmen. Zudem muss jeder Spieler, der einen Streckenabschnitt mit einem Wanderer betritt, die Aktion des Streckenabschnitts ausführen. Kann er dies nicht, darf er den Streckenabschnitt nicht betreten. Befindet sich schon ein eigener oder fremder Wanderer auf dem Streckenabschnitt, darf er diesen nur betreten, wenn er sein Lagerfeuer löscht, d. h. das Lagerfeuer umdreht.
Auf den einfachen Streckenabschnitten sind folgende Aktionen möglich:
- 1 Wald- bzw. Bergmarker erhalten
- 2 Sonnen- bzw. Wassermarker erhalten
- 1 Feldflaschenkarten ziehen oder 2 Marker abgeben um ein Foto (1 Siegpunkt) zu machen und die Kamera zu erhalten, um damit später Fotos für nur 1 Marker zu machen
- 1 Sonnen- und 1 Wassermarker erhalten (nur mit 4 und 5 Spielern)

Auf den fortgeschrittenen Streckenmarkern sind folgende Aktionen möglich:
- 1 beliebigen Marker in 1 Wildtiermarker tauschen
- Maximal zweimal 1 beliebigen Marker in 1 beliebigen anderen Marker (kein Wildtiermarker) tauschen
- Reserviere oder besuche einen Park oder kaufe eine Ausrüstungskarte, indem die auf den Karten zu sehenden Marker abgegeben werden
- Gib 1 Wasser ab um die Aktion eines anderen Streckenabschnitts zu kopieren, auf dem ein Wanderer steht

Erhaltene Wassermarker können auf Feldflaschenkarten gelegt werden um die damit verbundene Aktion durchzuführen.
Erreicht ein Wanderer den Ausstieg hat der Spieler dort folgende Möglichkeiten:
- 1 Park reservieren – wer dies als erster macht, erhält zusätzlich den Startspielermarker und ist in der nächsten Jahreszeit Startspieler
- Ausrüstung kaufen – wer dies als erster oder zweiter (bei 4 und 5 Spielern) macht, zahlt einen Sonnenmarker weniger dafür
- 1 Park besuchen

 Wird eine Ausrüstungskarte gekauft oder ein Park besucht oder reserviert, wird sofort eine neue Karte aufgedeckt und auf den leeren Platz gelegt, so dass immer 3 Karten zur Auswahl stehen 
Wurde der vorletzte Wanderer auf den Ausstieg gezogen, muss der letzte Wanderer sofort auf den Ausstieg gezogen werden und dort eine Aktion durchführen. Spieler, die bereits beide Wanderer auf dem Ausstieg stehen haben, wenn noch andere Wanderer unterwegs sind, werden bei der Zugreihenfolge übersprungen.
Wenn alle Wanderer auf dem Ausstieg stehen, darf der Besitzer der Kamera für einen Marker ein Foto machen. Alle Wassermarker werden von den Feldflaschenkarten genommen und in den allgemeinen Vorrat zurückgelegt. Die Wanderer werden auf den Einstieg zurückgesetzt und die Lagerfeuer wieder auf die brennende Seite gelegt. Alle Streckenabschnitte und ein neuer fortgeschrittener Streckenabschnitt werden gemischt und neu ausgelegt. Eine neue Jahreszeitenkarte wird aufgedeckt und die entsprechenden Sonnen- und Wassermarker auf die Streckenabschnitte wie zuvor gelegt.

### Spielende
Das Spiel endet, nachdem der Besitzer der Kamera am Ende der vierten Jahreszeit – wenn möglich – ein Foto gemacht hat. Dann werden die Siegpunkte auf den besuchten Nationalparlkarten (Wert 2 bis 5) zusammengezählt, die Siegpunkte für Fotos und erfüllte Vorsätze sowie des Startspielermarkers addiert. Gewinner ist der Spieler mit den meisten Siegpunkten, bei einem evtl. Gleichstand wer die meisten Parks besucht hat.

## Erweiterung
- Sternstunden  (englischer Titel: Nightfall) : Enthält weitere Parkkarten, alternative Vorsätze, nachtaktive Wildtiere und Zeltplätze, mit deren Hilfe die Wanderwege neu entdeckt werden